# David Longstaff
David Longstaff (* 26. August 1974 in Whitley Bay, England) ist ein britischer Eishockeyspieler, der zuletzt bis 2020 bei den Whitley Warriors in der National Ice Hockey League als Spielertrainer unter Vertrag stand und seither dort Cheftrainer ist.

## Karriere
David Longstaff begann seine Karriere als Eishockeyspieler bei den Whitley Warriors in seiner Geburtsstadt, für die er bereits als 15-Jähriger in der British Hockey League, der damals höchsten britischen Spielklasse, auflief. Nach den ersten Spieltagen der Saison 1995/96 verließ er seinen Stammverein, der sich nunmehr Newcastle Warriors nannte, und wechselte zum Ligakonkurrenten Sheffield Steelers, für die er ab 1996 in der Ice Hockey Superleague, der dann höchsten britischen Spielklasse, spielte. Mit den Steelers wurde er 1996, 1997 und 2001 britischer Meister. 1999, 2000 und 2001 gewann er mit dem Team auch den Challenge-Cup. Nach diesen Erfolgen wurde er für die Spielzeit 2001/02 von Djurgården Hockey aus der schwedischen Elitserien, der höchsten Spielklasse des skandinavischen Landes, verpflichtet.
2002 kehrte er nach Großbritannien zurück und spielte zunächst für Manchester Storm in der Superleague. Bereits nach wenigen Spieltagen wechselte er allerdings erneut ins Ausland. Diesmal war die Schweiz das Ziel, wo er beim HC Sierre in der Nationalliga B sieben Partien absolvierte. Die zweite Saisonhälfte verbrachte er bei den Newcastle Vipers in der zweitklassigen British National League, für die er bis 2010 (ab 2005 in der Elite Ice Hockey League) spielen sollte und deren Mannschaftskapitän er ab 2007 war. Mit den Vipers gewann er zunächst 2003 und 2004 den Findus-Cup und bereits in der ersten Spielzeit in der EIHL 2006 die dortigen Playoffs. 2005 wurde er in das BNL-All-Star-Team gewählt. Nach seiner Zeit in Newcastle wechselte er zu den Guildford Flames in die zweitklassige English Premier Ice Hockey League und fungierte auch dort als Mannschaftskapitän. Mit dem Team aus Surrey konnte er 2012 und 2013 die Hauptrunde der EPIHL, 2011 die Playoffs und 2012 den English-Premier-Cup erringen. 2012, als er der beste Tor-Vorbereiter der Liga war, wurde er in das Second-All-Star-Team der EPIHL gewählt, ein Jahr später gelang ihm sogar der Sprung in das First-All-Star-Team. 2015 kehrte er nach 20 Jahren zu seinem Heimatverein zurück, für den er bis 2020 als Spielertrainer in der drittklassigen National Ice Hockey League aktiv war und dort seither Cheftrainer ist.
2022 wurde er in die British Ice Hockey Hall of Fame aufgenommen.

### International
Für Großbritannien nahm Longstaff im Juniorenbereich an der U18-C-Europameisterschaft 1991 und der U18-B-Europameisterschaft 1992 sowie den U20-C-Weltmeisterschaften 1993 und 1994 teil. 
Im Seniorenbereich stand er im Aufgebot seines Landes bei der A-Weltmeisterschaft 1994, den B-Weltmeisterschaften 1995, als er zum besten Spieler seiner Mannschaft gewählt wurde, 1996, 1997, 1998, 1999 und 2000 sowie – nach Umstellung auf das heutige Divisionensystem – den Titelkämpfen der Division I 2001, 2002, 2003, 2004, 2007, 2008, 2009, 2011 und 2012. Zudem stand er für seine Farben bei den Qualifikationsturnieren für die Olympischen Winterspiele 1998 in Nagano, 2010 in Vancouver und 2014 in Sotschi auf dem Eis.

### Familie
David Longstaff ist Vater der beiden Fußballspieler Matthew und Sean Longstaff. Er ist Cousin von Alan Thompson.

## Erfolge und Auszeichnungen
- 1991 Aufstieg in die B-Gruppe bei der U18-C-Europameisterschaft
- 1996 Britischer Meister mit den Sheffield Steelers
- 1997 Britischer Meister mit den Sheffield Steelers
- 1999 Challenge-Cup-Sieger mit den Sheffield Steelers
- 2000 Challenge-Cup-Sieger mit den Sheffield Steelers
- 2001 Britischer Meister und Challenge-Cup-Sieger mit den Sheffield Steelers
- 2003 Findus-Cup-Sieger mit den Newcastle Vipers
- 2004 Findus-Cup-Sieger mit den Newcastle Vipers
- 2005 BNL-All-Star-Team
- 2006 Playoff-Meister der Elite Ice Hockey League mit den Newcastle Vipers
- 2011 Playoff-Sieger der English Premier Ice Hockey League mit den Guildford Flames
- 2012 Hauptrundensieger der English Premier Ice Hockey League und Gewinn des English-Premier-Cups mit den Guildford Flames
- 2012 Bester Vorbereiter der EPIHL und Second-All-Star-Team
- 2013 Hauptrundensieger der English Premier Ice Hockey League mit den Guildford Flames
- 2013 EPIHL-First-All-Star-Team
- 2022 Aufnahme in die British Ice Hockey Hall of Fame

## Statistik
(Stand: Ende der Saison 2009/10)